# Mari Ozaki
Mari Ozaki (jap. 小崎 まり, Ozaki Mari; * 16. Juli 1975 in Hirakata) ist eine japanische Langstreckenläuferin.
Bei den Weltmeisterschaften 2001 in Edmonton belegte sie im 10.000-Meter-Lauf den 19. Platz.
2002 siegte sie beim Kagawa-Marugame-Halbmarathon, und ein Jahr später debütierte sie erfolgreich auf der Marathonstrecke, als sie in 2:23:30 h Fünfte beim Osaka Women’s Marathon wurde.
Zwei Jahre später qualifizierte sie sich an selber Stelle durch einen zweiten Platz in 2:23:59 h für die Weltmeisterschaften 2005 in Helsinki, bei der sie im Marathon den 15. Platz belegte.
Die Saison 2007 startete für sie mit einem zweiten Platz beim Osaka Women’s Marathon in 2:24:39 h. Wiederum wurde sie für die Weltmeisterschaften 2007 nominiert, und als Vierzehnte holte sie in Osaka zusammen mit Reiko Tosa und Kiyoko Shimahara Bronze in der Marathonmannschaftswertung.

## Bestzeiten
- 5000 m: 15:12,76 min, 8. Juni 2003, Yokohama
- 10.000 m: 31:34,15 min, 24. April 2005, Kōbe
- Halbmarathon: 1:09:33 h, 3. Februar 2002, Marugame
- Marathon: 2:23:30 h, 26. Januar 2003, Osaka